# 長良川橋 (東海環状自動車道)
長良川橋（ながらがわばし）は、岐阜県美濃市の美濃関JCT - 関広見IC間の長良川に架かる、東海環状自動車道の橋梁である。PC技術協会賞施工技術部門を受賞している。

## 概要
- 活荷重 - B活荷重
- 路線名 - 一般国道475号（東海環状自動車道）
- 形式 - PC4径間連続箱桁橋
- 橋長 - 343.000 m
  - 支間割 - (59.500 m＋2×111.000 m＋59.500 m)
- 幅員
  - 有効幅員 - 25.027 - 24.571 m（暫定時）
- 設計 - 大日本コンサルタント
- 施工 - ピーエス三菱[注釈 1]・大林組異工種建設工事共同企業体
- 架設工法 - 移動式架設桁による張出架設工法（P&Z工法）
- 発注者 - 国土交通省中部地方整備局岐阜国道事務所

## 建設
本橋は工期短縮のため上下部工一体施工の異工種共同企業体として発注された。上部工架設に際しては、通年施工および上下部工の同時施工を行うため移動式架設桁による張出架設工法（P&Z工法）が採用された。
P&Z工法は日本国内で初めて採用されて以後、本橋が8橋目であり、支間長も111 mと大規模である。また、本橋は下部工は内回り・外回り線一体構造であり、上部工についてもP1 - P4の3径間については内回り・外回りでそれぞれ1室箱桁を建設したのち、上床版と横桁を連結し一体化している。